# Хенсон, Тараджи
Тара́джи Пе́нда Хе́нсон (англ. Taraji Penda Henson; род. 11 сентября 1970) — американская актриса, певица и писательница. Хенсон получила известность после ролей второго плана в кинофильмах «Малыш» (2001), «Суета и движение» (2005) и «Загадочная история Бенджамина Баттона» (2008), за роль в последнем из которых она номинировалась на премию «Оскар» в категории «Лучшая актриса второго плана».
Наибольшего успеха добилась благодаря роли Куки Лайон, основного персонажа в прайм-тайм мыльной опере Fox «Империя», где снимается с 2015 года. Роль принесла ей «Золотой глобус» за лучшую женскую роль в телевизионном сериале — драма в 2016 году и номинацию на премию «Эмми» в 2015 году. Также Хенсон снималась на регулярной основе в полицейских процедуралах «Женская бригада» (Lifetime, 2002-04) и «В поле зрения» (CBS, 2011-13), и номинировалась на премию «Эмми» за главную роль в фильме канала Lifetime «Похищенный сын: История Тиффани Рубин» в 2011 году. На большом экране Хенсон также снялась в фильмах «Мои собственные ошибки» (2009), «Думай как мужчина» (2012), «Никаких добрых дел» (2014) и «Скрытые фигуры» (2016).

## Ранняя жизнь и образование
Тараджи Пенда Хенсон родилась 11 сентября 1970 года на юго-востоке Вашингтона, округ Колумбия. Она — единственный ребёнок в семье, её отец умер в 2006 году. Она часто говорила о влиянии своей бабушки по материнской линии, Пэтси Баллард, которая сопровождала ее на церемонии вручения премии «Оскар» в тот год, когда она была номинирована. Ее имя и отчество имеют суахилийское происхождение: Тараджи («надежда») и Пенда («любовь»). Согласно анализу митохондриальной ДНК., ее матрилинейную родословную можно проследить до народа маса в Камеруне. Она сказала, что исследователь Северного полюса Мэтью Хенсон был «братом [её] прапрадеда».
Хенсон окончила среднюю школу Оксон-Хилл в Оксон-Хилле, штат Мэриленд, в 1988 году. Она поступила в Технический сельскохозяйственный университет Северной Каролины, где намеревалась изучать электротехнику, а затем перевелась в Говардский университет для изучения драматургии. Чтобы оплатить учебу в колледже, она работала по утрам секретарем в Пентагоне, а по вечерам пела и танцевала официанткой на круизном лайнере «The Spirit of Washington».

## Карьера

### 2001–2014: Ранняя карьера
Хенсон получила членскую карточку SAG в начале 1990-х за три роли второго плана. Первая успешная роль Хенсон была в независимой комедии 2001 года «Малыш», где она сыграла Иветт вместе с певцом Тайризом Гибсоном.
Тараджи снялась в качестве приглашенной актрисы в нескольких телевизионных шоу, в том числе в сериале «Умник» телеканала WB, в сериале «Доктор Хаус» на телеканале FOX в 2005 году и в сериале CBS «C.S.I.: Место преступления» в 2006 году. Она также появилась в эпизоде сериала «Сестра, сестра».
Её прорывом стала роль в фильме 2005 года «Суета и движение», номинированным в двух номинациях на «Оскар», где она также исполнила отмеченною премией «Оскар» песню «It’s Hard out Here for a Pimp». В 2008 году она сыграла роль приемной матери главного героя фильма «Загадочная история Бенджамина Баттона», которая принесла ей похвалу от критиков и номинацию на премию «Оскар» за лучшую женскую роль второго плана. В интервью Лорен Виера из Chicago Tribune Хенсон описала Куини как «воплощение безусловной любви».
С 2002 по 2004 год она снималась в сериале канала Lifetime «Женская бригада». В 2007-08 годах у неё была регулярная роль в «Юристы Бостона». Её прорывом стала роль в фильме 2005 года «Суета и движение», где она также исполнила отмеченною премией «Оскар» песню «It’s Hard out Here for a Pimp». В 2008 году она сыграла роль приемной матери главного героя фильма «Загадочная история Бенджамина Баттона», которая принесла ей похвалу от критиков и номинацию на премию «Оскар» за лучшую женскую роль второго плана. С тех пор она исполняла главные роли в независимых фильмах и второстепенные в картинах крупных голливудских студий. Она сыграла главную роль в коммерчески успешном фильме Тайлера Перри «Мои собственные ошибки» (2009), а затем появилась в ансамблевой комедии «Думай как мужчина».

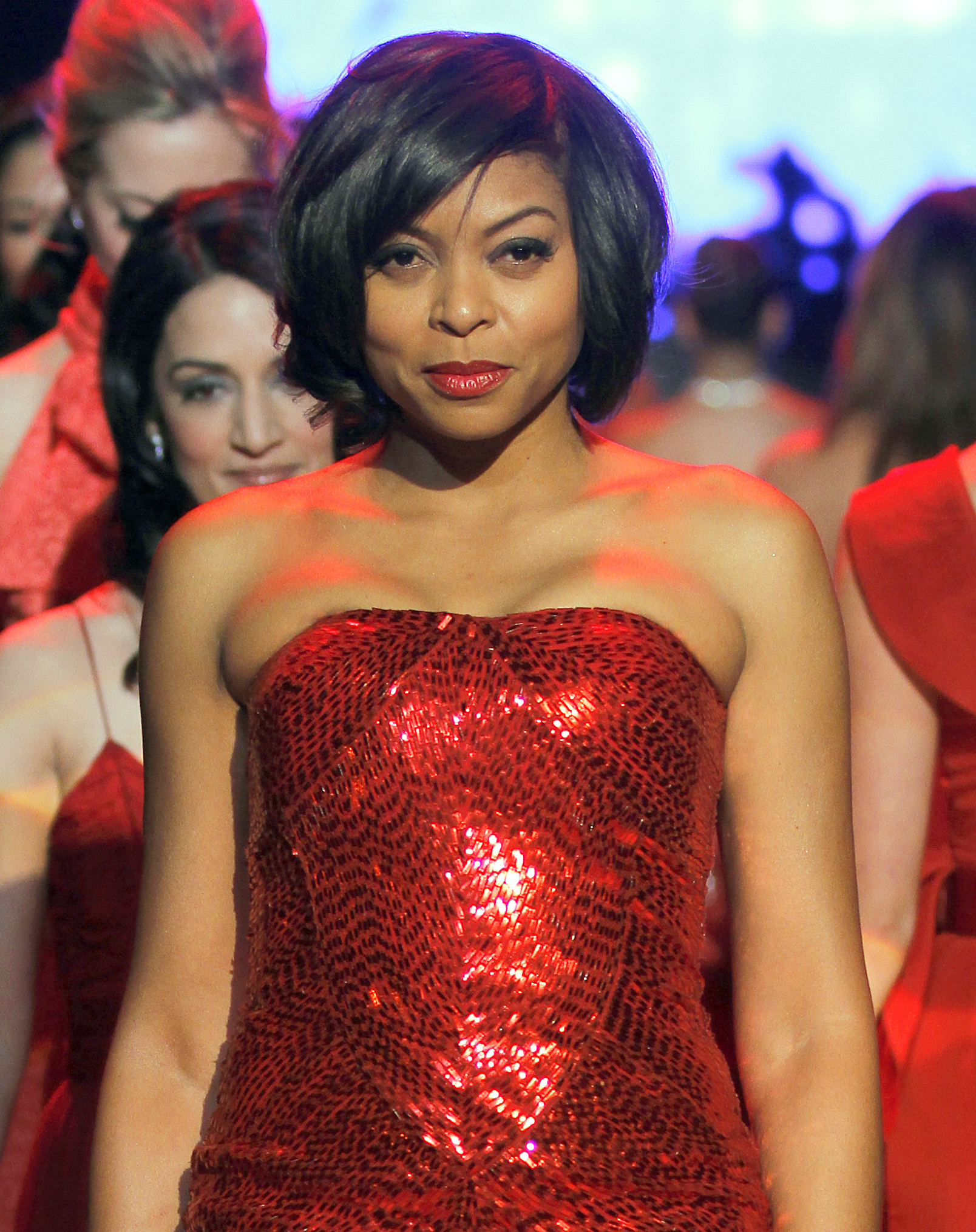
Тараджи в 2011 году

В 2010 году она снялась в ремейке фильма «Каратэ-пацан» с Джейденом Смитом и Джеки Чаном. Несмотря на плохие отзывы, фильм имел коммерческий успех. Кроме того, Хенсон участвовала в нескольких телевизионных шоу, в том числе с 2002 по 2004 год она снималась в сериале канала Lifetime «Женская бригада». В 2007-08 годах у неё была регулярная роль в «Юристы Бостона» от ABC в течение одного сезона. Среди ее постоянных персонажей - Анджела Скотт в сериале «Элай Стоун» от ABC.
Хенсон номинировалась на премию «Эмми» в категории «Лучшая актриса в мини-сериале или фильме» за главную роль в фильме канала Lifetime «Похищенный сын: История Тиффани Рубин» в 2011 году. С 2011 по 2013 год, Хенсон снималась в сериале CBS «В поле зрения». Хотя она и была исполнительницей основной женской роли, критики часто отмечали, что Хенсон недостаточно использовалась в шоу. Её персонаж был убит в середине третьего сезона.

### 2015—н.в.: «Империя» и после неё
В 2015 году Хенсон получила главную в сериале FOX «Империя», музыкальной драме, действие которой разворачивается в индустрии звукозаписи хип-хопа, где она играет Куки Лайон вместе с бывшим коллегой по «Суета и движение» Терренсом Ховардом. Компания FOX заказала пилотный проект в мае 2014 года, и сериал дебютировал 7 января 2015 года, получив положительные отзывы критиков и широкий коммерческий успех. Эта роль принесла Хенсон широкое признание и восторженные отзывы критиков. В июле 2015 года она была номинирована на прайм-тайм премию «Эмми» за лучшую женскую роль в драматическом сериале и представила пилотный проект шоу для голосования на премию «Эмми». Она стала первой афроамериканкой, получившей телевизионную премию «Выбор критиков» за лучшую женскую роль в драматическом сериале. В январе 2016 года она получила премию «Золотой глобус» за лучшую женскую роль в драматическом телесериале, став лишь третьей афроамериканской актрисой, получившей эту награду после Гейл Фишер (1972) и Реджины Тейлор (1992). На 46-й церемонии вручения премии NAACP Image Awards она была названа артисткой года в 2015 году за роли в «Империя» и «Никаких добрых дел». После успеха сериала Хенсон выступила в комедийном шоу Saturday Night Live, где пародировала свою игру в мыльной опере.

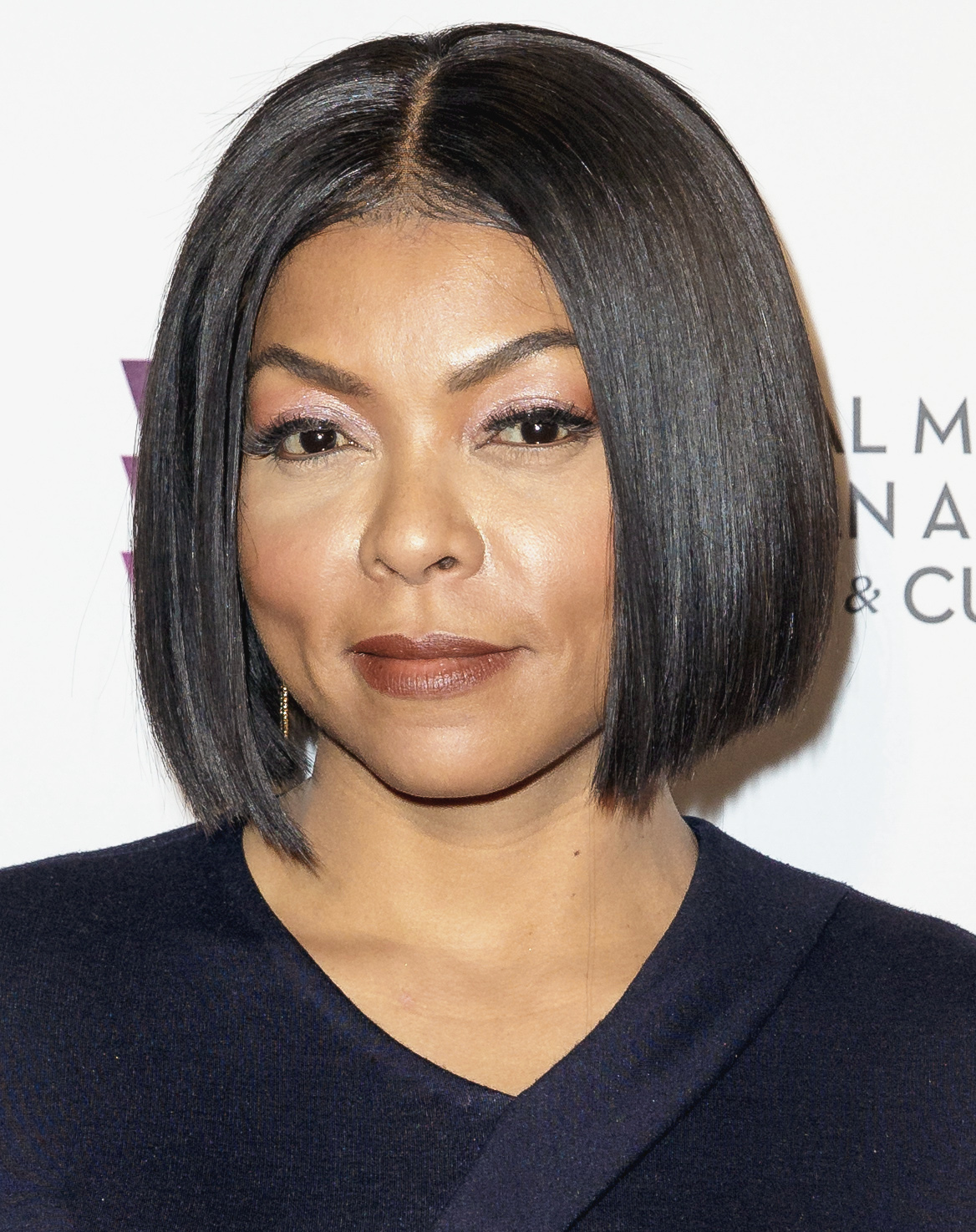
Хенсон в 2016 году

В 2015 году Хенсон объединилась с Ховардом, чтобы спродюсировать и провести специальный праздничный выпуск вырьете для FOX «Taraji и Terrence's White Hot Holidays». В 2016 и 2017 годах этот специальный выпуск был повторно выпущен без участия Ховарда. В 2016 году Хенсон снялась в биографической драме «Скрытые фигуры» в роли Кэтрин Джонсон, которая имела большой кассовый успех и была номинирована на множество наград, включая три «Оскара» («Лучшая картина», «Лучший адаптированный сценарий» и «Лучшая актриса второго плана» для Октавии Спенсер) и два «Золотых глобуса» («Лучшая актриса второго плана» для Октавии Спенсер и «Лучший оригинальный сценарий»). Фильм получил премию Гильдии киноактеров США за лучший актёрский состав в игровом кино.
В январе 2018 года она снялась в триллере-драме от Sony Screen Gems «Гордая Мэри» в роли наемной убийцы, чья жизнь круто меняется, когда она встречает маленького мальчика, из-за чего в ней просыпается материнский инстинкт, о наличии которого она и не подозревала. В марте она снялась в фильме Тайлера Перри «Раздражительность» в роли верной жены, которая, устав поддерживать мужа, приходит в ярость, когда считает, что её предали. В ноябре она озвучила героиню Класс в диснеевском фильме «Ральф против интернета», сиквела фильма студии «Ральф». В феврале 2019 года Хенсон снялась в фильме «Чего хотят мужчины» (по мотивам романтической комедии Мела Гибсона «Чего хотят женщины» 2000 года) в роли женщины-спортивного агента, на которую коллеги-мужчины смотрят свысока, но которая получает возможность слышать мысли мужчин. В апреле 2019 года она снялась в исторической драме «Лучшие враги», сыграв активистку движения за гражданские права Энн Этуотер.
В июле 2020 года стало известно, что в разработке находится спин-офф сериала «Империя», посвященный персонажу Хенсон, Куки Лайон, а Хенсон является продюсером и играет главную роль в рамках двухлетнего контракта Хенсон с 20th Century Fox Television через ее продюсерскую компанию TPH Entertainment. Сделка включает в себя разработку проектов для сети на нескольких платформах. Хенсон сказала, что надеется затронуть ряд деликатных тем, привлекая при этом молодые, свежие голоса. С тех пор FOX решила не продвигать спин-офф, в настоящее время сериал приостановлен. В декабре 2020 года Хенсон начал вести ток-шоу «Душевное спокойствие с Тараджи» на Facebook Watch. 2 декабря 2021 года Хенсон сыграла роль мисс Ханниган в сериале «Annie Live!» на канале NBC. Хенсон также сыграла Шуг Эйвери в фильме 2023 года «Цвет лиловый», снявшись вместе с Даниэль Брукс, которая сыграла Софию. Фильм вышел в прокат 25 декабря 2023 года.

## Личная жизнь
В 1994 году Хенсон родила сына Марселя. Отец Марселя, Уильям Ламарр Джонсон, с которым Хенсон училась в средней школе, был убит в 2003 году. В 2014 году Хенсон заявила, что полиция подвергла её сына расистским нападкам и что его машина была незаконно обыскана во время остановки транспорта в Глендейле, штат Калифорния. На видеозаписи, полученной Los Angeles Times, было видно, что Марсель проехал по освещенному пешеходному переходу, в то время как пешеход переходил дорогу, дал устное согласие на досмотр своего автомобиля и признался, что курил марихуану за два часа до того, как сесть за руль. В машине были обнаружены гашишное масло и марихуана. Через сорок минут после того, как видео было обнародовано, Хенсон написала в Instagram:  «Хотела бы публично извиниться перед офицером и департаментом полиции Глендейла. Работа матери нелегка, как и работа полицейского».
Будучи сторонницей организации «Люди за этичное обращение с животными», Хенсон снялась обнажённой в рекламной кампании «Я лучше буду голой, чем носить меха» в январе 2011 года. Она снова присоединилась к организации для участия в их кампании 2013 года «Стань ангелом для животных», где Хенсон снялась в обнаженном виде. позировала со своим семейным псом Дядя Вилли. «Прикованные собаки страдают изо дня в день», - говорилось в рекламе. «Им холодно, они голодны, хотят пить, они уязвимы и одиноки. Держите их внутри, где безопасно и тепло».
Хенсон позировала обнажённой для майского номера журнала Allure в 2012 году. В феврале 2015 года Хенсон снялась в рекламе кампании NOH8 Campaign в поддержку ЛГБТ-сообщества. В конце 2017 года она перешла на веганскую диету.
13 мая 2018 года Хенсон была помолвлена с бывшим игроком НФЛ Келвином Хейденом. Она сообщила о расторжении их помолвки в эпизоде радио-шоу The Breakfast Club 19 октября 2020 года.
Хенсон — христианка и считает актерское мастерство духовным опытом.

## Фильмография

### Фильмы
| Год  | Название на русском                   | Название на английском               | Роль                 | Примечания             |
| ---- | ------------------------------------- | ------------------------------------ | -------------------- | ---------------------- |
| 1998 | Законы улиц                           | Streetwise                           | Тэмми                |                        |
| 2000 | Приключения Рокки и Буллвинкля        | The Adventures of Rocky & Bullwinkle | Студент              |                        |
| 2001 | Всё или ничего                        | All or Nothing                       | Кико                 |                        |
| 2001 | Малыш                                 | Baby Boy                             | Иветт                |                        |
| 2004 | Магазинчик красоты                    | Hair Show                            | Тиффани              |                        |
| 2005 | Суета и движение                      | Hustle & Flow                        | Шуг                  |                        |
| 2005 | Кровь за кровь                        | Four Brothers                        | Камилла Мерсер       |                        |
| 2005 | Животное                              | Animal                               | Рамона               | Direct-to-video        |
| 2006 | Что-то новенькое                      | Something New                        | Недра                |                        |
| 2006 | Козырные тузы                         | Smokin' Aces                         | Шэрис Вэттерс        |                        |
| 2007 | Поговори со мной                      | Talk to Me                           | Вернелл Уотсон       |                        |
| 2008 | Семья охотников                       | The Family That Preys                | Пэм                  |                        |
| 2008 | Загадочная история Бенджамина Баттона | The Curious Case of Benjamin Button  | Куини                |                        |
| 2009 | Легко не сдаваться                    | Not Easily Broken                    | Кларис Кларк-Джонсон |                        |
| 2009 | Мои собственные ошибки                | I Can Do Bad All by Myself           | Эйприл               |                        |
| 2009 | Ураганный сезон                       | Hurricane Season                     | Дайна Коллинз        |                        |
| 2010 | Безумное свидание                     | Date Night                           | Детектив Арройо      |                        |
| 2010 | Единожды падший                       | Once Fallen                          | Перл                 |                        |
| 2010 | Каратэ-пацан                          | The Karate Kid                       | Шерри Паркер         |                        |
| 2010 | Мир через замочную скважину           | Peep World                           | Мэри                 |                        |
| 2011 | Хороший доктор                        | The Good Doctor                      | Медсестра Тереза     |                        |
| 2011 | Ларри Краун                           | Larry Crowne                         | Б’Элла               |                        |
| 2011 | По кочкам                             | From the Rough                       | Катана Старкс        |                        |
| 2012 | Думай как мужчина                     | Think Like a Man                     | Лорен Харрис         |                        |
| 2013 | Мадагаскар: Любовная лихорадка        | Madly Madagascar                     | Окапи                | Голос, Direct-to-video |
| 2014 | Думай как мужчина 2                   | Think Like a Man Too                 | Лорен                |                        |
| 2014 | Пятёрка лидеров                       | Top Five                             | Она сама             |                        |
| 2014 | Никаких добрых дел                    | No Good Deed                         | Терри Грейнджер      |                        |
| 2016 | Срок жизни                            | Term Life                            | Саманта Турман       |                        |
| 2016 | Скрытые фигуры                        | Hidden Figures                       | Кэтрин Джонсон       |                        |
| 2018 | Гордая Мэри                           | Proud Mary                           | Мэри Гудвин          |                        |
| 2018 | Раздражительность                     | Acrimony                             | Мелинда Гейл         |                        |
| 2018 | Ральф против интернета                | Ralph Breaks the Internet            | Класс                | Голос                  |
| 2019 | Чего хотят мужчины                    | What Men Want                        | Али Дэвис            |                        |
| 2019 | Лучшие враги                          | The Best of Enemies                  | Энн Этуотер          |                        |
| 2020 | Коффи и Карим                         | Coffee & Kareem                      | Ванесса Мэннинг      |                        |
| 2022 | Миньоны: Грювитация                   | Minions: The Rise of Gru             | Дикая Донна          | Голос                  |
| 2023 | Щенячий патруль: Мегафильм            | PAW Patrol: The Mighty Movie         | Виктория Вэнс        | Голос                  |
| 2023 | Цвет лиловый                          | The Color Purple                     | Шуг Эйвери           |                        |

### Телевидение
| Год             | Название на русском                                | Название на английском                 | Роль                      | Примечания                                    |
| --------------- | -------------------------------------------------- | -------------------------------------- | ------------------------- | --------------------------------------------- |
| 1997            | Быть родителем                                     | The Parent 'Hood                       | Аида                      | Эпизод: «Fast Cash»                           |
| 1997            | Сестра, сестра                                     | Sister, Sister                         | Бриана                    | Эпизод: «Two’s Company»                       |
| 1997–98         | Умный парень                                       | Smart Guy                              | Мо’Ник/Лесли              | Приглашенная актриса (сезон 2-3)              |
| 1998            | Скорая помощь                                      | ER                                     | Патриция Робинс/Элан      | Приглашенная актриса (сезон 4-5)              |
| 1998            | Спасенные звонком: Новый класс                     | Saved by the Bell: The New Class       | Девушка №3                | Эпизод: «Loser»                               |
| 1998–99         | Фелисити                                           | Felicity                               | Студент                   | 2 эпизода                                     |
| 1999            | Полицейские на велосипедах                         | Pacific Blue                           | Ронда                     | Эпизод: «The Right Thing»                     |
| 2000            | Школа Сатаны для девочек                           | Satan’s School for Girls               | Пейдж                     | Телефильм                                     |
| 2000            | Сильное лекарство                                  | Strong Medicine                        | Кристалл                  | Эпизод: «Drug Interactions»                   |
| 2001            | Тест                                               | The Test                               | Она сама                  | Эпизод: «The Friendship Test»                 |
| 2001            | Она написала убийство: Последний свободный человек | Murder, She Wrote: The Last Free Man   | Бесс Пинкни               | Телефильм                                     |
| 2002–2004       | Женская бригада                                    | The Division                           | Инспектор Рэйна Вашингтон | Регулярная роль, 44 эпизода                   |
| 2004            | Всё о нас                                          | All of Us                              | Ким                       | Эпизод: «In Through the Out Door»             |
| 2005            | Половинка и половинка                              | Half & Half                            | Габриэль                  | Эпизод: «The Big How to Do & Undo It Episode» |
| 2005            | Доктор Хаус                                        | House                                  | Мойра                     | Эпизод «Spin»                                 |
| 2006            | C.S.I.: Место преступления                         | CSI: Crime Scene Investigation         | Кристина                  | Эпизод: «I Like to Watch»                     |
| 2007-2008       | Юристы Бостона                                     | Boston Legal                           | Уитни Рим                 | Регулярная роль, 17 эпизодов                  |
| 2008            | Элай Стоун                                         | Eli Stone                              | Анджела Скотт             | 3 эпизода                                     |
| 2011            | Похищенный сын: История Тиффани Рубин              | Taken from Me: The Tiffany Rubin Story | Тиффани Рубин             | Телефильм                                     |
| 2011-2013, 2015 | В поле зрения                                      | Person of Interest                     | Джоселин «Джосс» Картер   | Регулярная роль, 54 эпизода                   |
| 2014            | Hollywood Game Night                               | Hollywood Game Night                   | Она сама                  | Эпизод: «Clue Boom-Boom Pow»                  |
| 2014            | Времена любви                                      | Seasons of Love                        | Джеки                     | Телефильм                                     |
| 2015 — 2020     | Империя                                            | Empire                                 | Куки Лайон                | Регулярная роль                               |
| 2016            | Ледниковый период: Погоня за яйцами                | Ice Age: The Great Egg-Scapade         | Этель                     | Голос, телефильм                              |
| 2017            | Симпсоны                                           | The Simpsons                           | Пралине                   | Голос, эпизод: «The Great Phatsby»            |
| 2019            | Тука и Берти                                       | Tuca & Bertie                          | Терри                     | Озвучка, эпизод: «Sweetbeak»                  |
| 2023            | Начальная школа Эбботт                             | Abbott Elementary                      | Ванетта Тигс              | Эпизод: «Мама»                                |
| 2024            | Бойцовская ночь: Афера на миллион                  | Fight Night: The Million Dollar Heist  | Вивиан Томас              | Предстоящий мини-сериал                       |

## Награды и номинации
| Год  | Награда                                      | Категория                                                                                   | Работа                                               | Результат |
| ---- | -------------------------------------------- | ------------------------------------------------------------------------------------------- | ---------------------------------------------------- | --------- |
| 2001 | Премия кинофестиваля в Локарно               | Лучший актёрский состав                                                                     | Малыш                                                | Победа    |
| 2002 | Black Reel Award                             | Лучшая женская роль                                                                         | Малыш                                                | Номинация |
| 2005 | Ассоциация кинокритиков Вашингтона           | Лучшая женская роль второго плана                                                           | Суета и движение                                     | Номинация |
| 2006 | Премия Гильдии киноактёров США               | Лучший актёрский состав                                                                     | Суета и движение                                     | Номинация |
| 2006 | Black Reel Award                             | Лучший актёрский состав                                                                     | Суета и движение                                     | Победа    |
| 2006 | Black Reel Award                             | Лучший актёрский состав                                                                     | Четыре брата                                         | Номинация |
| 2006 | BET Awards                                   | Лучшая актриса                                                                              | Суета и движение                                     | Победа    |
| 2006 | NAACP Image Awards                           | Лучшая женская роль второго плана — кинофильм                                               | Суета и движение                                     | Номинация |
| 2006 | MTV Movie & TV Awards                        | Прорыв года                                                                                 | Суета и движение                                     | Номинация |
| 2006 | MTV Movie & TV Awards                        | Лучший поцелуй                                                                              | Суета и движение                                     | Номинация |
| 2007 | Спутник                                      | Лучшая женская роль второго плана — игровое кино                                            | Поговори со мной                                     | Номинация |
| 2007 | Готэм                                        | Лучший актёрский состав                                                                     | Поговори со мной                                     | Победа    |
| 2007 | Ассоциация кинокритиков Сент-Луиса           | Лучшая женская роль второго плана                                                           | Поговори со мной                                     | Номинация |
| 2008 | Оскар                                        | Лучшая женская роль второго плана                                                           | Загадочная история Бенджамина Баттона                | Номинация |
| 2008 | Премия Гильдии киноактёров США               | Лучший актёрский состав в драматическом сериале                                             | Юристы Бостона                                       | Номинация |
| 2008 | NAACP Image Awards                           | Лучшая женская роль в кино                                                                  | Поговори со мной                                     | Номинация |
| 2008 | Премия Хьюстонского общества кинокритиков    | Лучшая женская роль второго плана                                                           | Загадочная история Бенджамина Баттона                | Номинация |
| 2008 | Ассоциация кинокритиков Сент-Луиса           | Лучшая женская роль второго плана                                                           | Загадочная история Бенджамина Баттона                | Номинация |
| 2009 | Премия Гильдии киноактёров США               | Лучший актёрский состав в драматическом сериале                                             | Юристы Бостона                                       | Номинация |
| 2009 | Премия Гильдии киноактёров США               | Лучшая женская роль второго плана                                                           | Загадочная история Бенджамина Баттона                | Номинация |
| 2009 | Премия Гильдии киноактёров США               | Выдающийся состав в кинофильме                                                              | Загадочная история Бенджамина Баттона                | Номинация |
| 2009 | Black Reel Award                             | Лучшая женская роль второго плана                                                           | Загадочная история Бенджамина Баттона                | Номинация |
| 2009 | BET Awards                                   | Лучшая актриса                                                                              | Загадочная история Бенджамина Баттона                | Победа    |
| 2009 | Выбор критиков                               | Лучшая женская роль второго плана                                                           | Загадочная история Бенджамина Баттона                | Номинация |
| 2009 | Выбор критиков                               | Лучший актёрский состав                                                                     | Загадочная история Бенджамина Баттона                | Номинация |
| 2009 | NAACP Image Awards                           | Лучшая женская роль второго плана — кинофильм                                               | Загадочная история Бенджамина Баттона                | Победа    |
| 2009 | Ассоциация кинокритиков Остина               | Лучшая женская роль второго плана                                                           | Загадочная история Бенджамина Баттона                | Победа    |
| 2009 | MTV Movie & TV Awards                        | Лучшее женское выступление                                                                  | Загадочная история Бенджамина Баттона                | Номинация |
| 2010 | Black Reel Award                             | Лучшая актриса                                                                              | Мои собственные ошибки                               | Номинация |
| 2010 | BET Awards                                   | Лучшая актриса                                                                              | Мои собственные ошибки                               | Номинация |
| 2010 | NAACP Image Awards                           | Лучшая женская роль в кино                                                                  | Мои собственные ошибки                               | Номинация |
| 2011 | Прайм-тайм «Эмми»                            | Лучшая актриса в мини-сериале или фильме                                                    | Похищенный сын: История Тиффани Рубин                | Номинация |
| 2011 | BET Awards                                   | Лучшая актриса                                                                              | Похищенный сын: История Тиффани Рубин и Каратэ-пацан | Победа    |
| 2011 | Спутник                                      | Лучшая женская роль в мини-сериале или телефильме                                           | Похищенный сын: История Тиффани Рубин                | Номинация |
| 2012 | Black Reel Award                             | Лучшая актриса в телефильме или мини-сериале                                                | Похищенный сын: История Тиффани Рубин                | Победа    |
| 2012 | BET Awards                                   | Лучшая актриса                                                                              | В поле зрения                                        | Номинация |
| 2012 | NAACP Image Awards                           | Лучшая актриса в драматическом сериале                                                      | В поле зрения                                        | Номинация |
| 2012 | NAACP Image Awards                           | Лучшая актриса в телефильме, мини-сериале или специальном драматическом сериале             | Похищенный сын: История Тиффани Рубин                | Победа    |
| 2013 | BET Awards                                   | Лучшая актриса                                                                              | В поле зрения, Думай как мужчина                     | Номинация |
| 2013 | NAACP Image Awards                           | Лучшая женская роль второго плана — кинофильм                                               | Думай как мужчина                                    | Номинация |
| 2014 | NAACP Image Awards                           | Лучшая женская роль второго плана — драматический сериал                                    | В поле зрения                                        | Победа    |
| 2015 | Прайм-тайм «Эмми»                            | Лучшая актриса в драматическом телесериале                                                  | Империя                                              | Номинация |
| 2015 | BET Awards                                   | Лучшая актриса                                                                              | Империя                                              | Победа    |
| 2015 | Выбор телевизионных критиков                 | Лучшая актриса в драматическом сериале                                                      | Империя                                              | Победа    |
| 2015 | NAACP Image Awards                           | Артист года                                                                                 | Артист года                                          | Победа    |
| 2015 | NAACP Image Awards                           | Лучшая актриса в кино                                                                       | Никаких добрых дел                                   | Победа    |
| 2015 | Teen Choice Awards                           | Выбор ТВ: Актриса драмы                                                                     | Империя                                              | Номинация |
| 2015 | Teen Choice Awards                           | Выбор ТВ: Химия                                                                             | Империя                                              | Номинация |
| 2015 | Ассоциация телевизионных критиков            | Индивидуальные достижения в драматургии                                                     | Империя                                              | Номинация |
| 2016 | Золотой глобус                               | Лучшая женская роль в телевизионном телесериале — драма                                     | Империя                                              | Победа    |
| 2016 | Прайм-тайм «Эмми»                            | Лучшая актриса в драматическом телесериале                                                  | Империя                                              | Номинация |
| 2016 | BET Awards                                   | Лучшая актриса                                                                              | Империя                                              | Победа    |
| 2016 | Выбор критиков                               | Лучший актёрский состав                                                                     | Скрытые фигуры                                       | Номинация |
| 2016 | NAACP Image Awards                           | Лучшая женская роль — драматический сериал                                                  | Империя                                              | Победа    |
| 2016 | People's Choice Awards                       | Любимая актриса драматического сериала                                                      | Империя                                              | Номинация |
| 2016 | Спутник                                      | Лучшая актриса в драматическом сериале                                                      | Империя                                              | Номинация |
| 2016 | Teen Choice Awards                           | Выбор ТВ: Актриса драмы                                                                     | Империя                                              | Номинация |
| 2017 | Премия Гильдии киноактёров США               | Лучший актёрский состав в игровом кино                                                      | Скрытые фигуры                                       | Победа    |
| 2017 | Black Reel Award                             | Лучшая актриса                                                                              | Скрытые фигуры                                       | Номинация |
| 2017 | Black Reel Award for Television              | Лучшая актриса в драматическом сериале                                                      | Империя                                              | Номинация |
| 2017 | BET Awards                                   | Лучшая актриса                                                                              | Скрытые фигуры                                       | Победа    |
| 2017 | NAACP Image Awards                           | Лучшая актриса в кино                                                                       | Скрытые фигуры                                       | Победа    |
| 2017 | NAACP Image Awards                           | Биография/автобиография выдающегося литературного произведения                              | Around The Way Girl: A Memoir                        | Номинация |
| 2017 | NAACP Image Awards                           | Лучшая актриса в драматическом сериале                                                      | Империя                                              | Победа    |
| 2017 | Фестиваль независимого кино в Пальм-Спрингсе | Награда за актёрский состав                                                                 | Скрытые фигуры                                       | Победа    |
| 2017 | People's Choice Awards                       | Любимая актриса драматического сериала                                                      | Империя                                              | Номинация |
| 2017 | Спутник                                      | Лучшая актриса в кино                                                                       | Скрытые фигуры                                       | Номинация |
| 2017 | Спутник                                      | Лучший актёрский состав в кино                                                              | Скрытые фигуры                                       | Победа    |
| 2017 | Сатурн                                       | Лучшая актриса                                                                              | Скрытые фигуры                                       | Номинация |
| 2017 | Teen Choice Awards                           | Выбор актрис кино: Драма                                                                    | Скрытые фигуры                                       | Номинация |
| 2017 | MTV Movie & TV Awards                        | Лучший актёр в кино                                                                         | Скрытые фигуры                                       | Номинация |
| 2017 | MTV Movie & TV Awards                        | Лучший герой                                                                                | Скрытые фигуры                                       | Победа    |
| 2017 | MTV Movie & TV Awards                        | Лучший поцелуй                                                                              | Империя                                              | Номинация |
| 2018 | NAACP Image Awards                           | Лучшая актриса в драматическом сериале                                                      | Империя                                              | Победа    |
| 2018 | Black Reel Award for Television              | Лучшая актриса в драматическом сериале                                                      | Империя                                              | Номинация |
| 2018 | BET Awards                                   | Лучшая актриса                                                                              | Раздражительность; Гордая Мэри                       | Номинация |
| 2019 | Black Reel Award                             | Лучшее озвучание                                                                            | Ральф против Интернета                               | Номинация |
| 2019 | BET Awards                                   | Лучшая актриса                                                                              | Империя                                              | Номинация |
| 2019 | NAACP Image Awards                           | Лучшая актриса в драматическом сериале                                                      | Империя                                              | Победа    |
| 2021 | Дневная премия «Эмми»                        | Лучший ведущий ток-шоу информативного характера                                             | Душевный покой с Тараджи                             | Номинация |
| 2022 | Дневная премия «Эмми»                        | Лучший ведущий ток-шоу информативного характера                                             | Душевный покой с Тараджи                             | Номинация |
| 2022 | NAACP Image Awards                           | Лучшая актриса в телефильме, мини-сериале или специальном драматическом сериале             | Annie Live!                                          | Победа    |
| 2023 | Прайм-тайм «Эмми»                            | Лучшая приглашённая актриса в комедийном сериале                                            | Начальная школа Эбботт                               | Номинация |
| 2023 | Black Reel Award for Television              | Лучшая приглашённая актриса в комедийном сериале                                            | Начальная школа Эбботт                               | Победа    |
| 2023 | NAACP Image Awards                           | Выдающееся озвучивание персонажа за кадром - Кинофильм                                      | Миньоны: Грювитация                                  | Номинация |
| 2023 | NAACP Image Awards                           | Выдающийся ведущий реалити-шоу, игрового шоу или варьете (сериала или специального выпуска) | BET Awards 2022                                      | Номинация |
| 2023 | Nickelodeon Kids' Choice Awards              | Любимый голос из анимационного фильма (женский)                                             | Миньоны: Грювитация                                  | Номинация |
| 2024 | Премия Гильдии киноактёров США               | Лучший актёрский состав в игровом кино                                                      | Цвет лиловый                                         | Номинация |
| 2024 | Тони                                         | Лучшая пьеса                                                                                | Jaja’s African Hair Braiding                         | Номинация |
| 2024 | Black Reel Award                             | Лучшая роль второго плана в кинофильме                                                      | Цвет лиловый                                         | Номинация |
| 2024 | Выбор критиков                               | Лучший актёрский состав                                                                     | Цвет лиловый                                         | Номинация |
| 2024 | NAACP Image Awards                           | Лучшая актриса второго плана в кинофильме                                                   | Цвет лиловый                                         | Победа    |
| 2024 | NAACP Image Awards                           | Лучший актёрский состав в кинофильме                                                        | Цвет лиловый                                         | Победа    |